# 4AD
4AD е британска звукозаписна компания, собственост на Бегарс Груп. Основана е в Лондон под името Axis (по албума на Джими Хендрикс) от Иво Уотс-Ръсел и Питър Кент през 1980 г. като дъщерна на Бегарс Банкуит Рекърдс.  Името е променено на 4AD след издаването на първите четири сингъла на компанията. По-късно същата година Уотс-Ръсел и Кент купуват компанията от Бегарс Банкуит, за да станат независима звукозаписна компания, а Кент продава своя дял на Уотс-Ръсел година по-късно.
4AD става известна през 80-те години с издаването на албуми на алтернативен рок, постпънк, готик рок и дрийм поп изпълнители, като Баухаус, Кокто Туинс, Модърн Инглиш, Дед Кен Денс, Clan of Xymox, Пиксис, Троуинг Мюзис и собственият музикален проект на Уотс-Ръсел  Дис Мортал Койл. През 1987 г. компанията има международен хит със сингъла за денс музика "Pump Up the Volume" от еднократния проект M | A | R | R | С. 
4AD продължават да имат успех през 1990-те и 2000-те години със записи на Брийдърс, Лъш, Бели, Ред Хаус Пейнтърс, Camera Obscura, TV on the Radio, Сейнт Винсънт и Боун Ивеър. Към януари 2022  г. списъкът на 4AD включва изпълнители като Драй Клийнинг, Нешънъл, Дотър, Диърхънтър, Биг Тийф, Алдъс Хардинг, US Girls, Ерика дьо Касие и Фютчър Айлъндс.
През 1999 г. Уотс-Ръсел продава 4AD обратно на Бегарс Груп. 
Историята на компанията е описана подробно от Мартин Астън в книгата Facing The Other Way, издадена през 2013 г.

## История
Иво Уотс-Ръсел и Питър Кент, служители на магазина и звукозаписната компания Бегарс Банкуит, основават Аксис Рекърдс в края на 1979 г. като собственост на Бегарс Банкуит, която се управлява от тях двамата. След първите четири сингъла на Аксис в началото на 1980 г. става ясно, че името Аксис вече се използва от друга музикална компания и името е променено на 4AD, съкращение на аглийската дума forward („напред“).
Първоначалната идея за копанията е да бъде „тестова площадка" за Бегарс Бакуит, като успешните изпълнители би трябвало да преминат към Бегарс Банкуит след една година в 4AD. Единствената група, която следва този път, е Баухаус, която подписва с Бегарс Банкуит в края на 1980 г., преди Уотс-Ръсел и Кент да закупят компанията изцяло. Двамата са еднолични собственици около година. Кент продава своя дял на Уотс-Ръсел в края на 1981 г. и създава нов филиал на Бегарс Банкуит – Ситюейшън Ту Рекърдс. Уотс-Ръсел запазва собствеността върху копанията и действа като неин президент до края на 90-те години.
Уотс-Ръсел кани графичния дизайнер Воган Оливър и фотографа Найджъл Гриерсън да създадат художественото оформление на компанията и в резултат на това 4AD придобива визуално отличителна идентичност. Нейните изпълнители, като Кокто Туинс и Дед Кен Денс, развиват култови фенове в средата на 1980-те г., но 4AD продължава да се развива. След подписването с групите Троуинг Мюзис и Пиксис тя все повече се концентрира върху американската ъндърграунд рок музика. През 1983 г. 4AD има малък хит в САЩ със сингъла на Модърн Инглиш I Melt With You". През 1987 г. 4AD има хит номер едно в Обединеното кралство със звуковия колаж Pump up the Volume| на M | A | R | R | S (лицензиран от 4th & B'Way /Айлънд Рекърдс в САЩ).
През 90-те години 4AD създава офис в Лос Анджелис и има успех с групи като Брийдърс, Бели, Ред Хаус Пейнтърс, Ънрест и His Name is Alive, както и със соло материала на Франк Блек и Кристин Хърш.
Сделката на компанията с Уорнър Брос. Рекъдс в Съединените щати през 1992 г. поставя началото на нова фаза в историята на 4AD. Новите договори през тази година включват американски ъндърграунд изпълнители Кендра Смит, Тарнейшън, Еър Маями и Ампс. На следващата година Уотс-Ръсел стартира подкомпанията Guernica, който издава записи на Ънрест, Дет Дог и Бети Сервеерт.
През 1999 г. Уотс-Ръсел продава своя дял в 4AD обратно на Бегарс Груп, но компанията продължава да издава музика и да добавя нови изпълнители към своя списък. Саймън Холидей поема управлението ѝ в края на 2007 г. Непосредствените успехи са възхваляваният от критиката дебют на Боун Ивеър For Emma, Forever Ago (2809 CAD) и Dear Science на бруклинската рок група TV on the Radio (2821 CAD). През 2008 г. Бегарс Груп се преподрежда, така че няколко лейбъла, включително самият Бегарс Банкуит, минават към 4AD.  Групи, включително Нешънъл, са преместени в 4AD като част от това сливане. През 2009 г. копанията издава, наред с други, втория албум на певицата Сейнт Винсънт Actor (2919 CAD), както и My Maudlin Career на група Camera Obscura. На следващата година са издадени High Violet на Нешънъл и популярните албуми на Ариел Пинк Хънтид Графити, Блонд Редхед и Диърхънтър.
През следващите три години 4AD пуска новите записи на Скот Уокър, Боун Ивеър, Iron & Wine и Тюн Ярдс, като същевременно разширява своя списък с редица бийт и електронни изпълнения, включително групата Пюрити Ринг и певицата Граймс, като Граймс издава един от най-добре приетите албуми за 2012 г. Допълнителни договори с 4AD включват bEEdEEgEE, Генг Генг Денс, Ло-Фанг и британския продуцент SOHN. В началото на 2014 г. компанията подписва и с Фютчър Айлъндс и Мърчъндайз, последвани от DD Dumbo.
През 2015 г. 4AD издава възхваляваните от критиката албуми на Диърхънтър и Граймс, наред с други. На следващата година 4AD и група Нешънъл имат първия си номер 1 в Обединеното кралство със Sleep Well Beast. Последните подписани договори са с Олдъс Хардинг и британската група Драй Клийнинг.
През април 2021 г. 4AD издава Bills & Aches & Blues - сборен албум, включващ парчета на негови групи и кавъри на песни, издавани от компанията в продължение на 40 години.

## Разпространение
В продължение на много години 4AD не се занимава с дистрибуция извън Обединеното кралство, но има много желаещи дистрибутори в редица страни: Върджин Рекърдс за Франция, Нипон Калъмбия за Япония разпространяват голяма част от изданията на компанията, докато дъщерното дружество Полиграм Въртиго Рекърдс прави същото в Канада. САЩ винаги са били труден пазар за 4AD, въпреки че нейните записи се продават добре там като внос. Само няколко от изпълнителите на компанията имат сделки за лицензиране на техните записи в САЩ, между различни компании.
През 1992 г. Уотс-Ръсел подписва петгодишен договор за разпространение с Уорнър Брос. Рекърдс, така че почти всички издания на 4AD да бъдат пуснати в Съединените щати. Когато сделката приключва, той предлага да продаде 4AD обратно на Бегарс Банкуит. Продукцията на Дед Кен Денс обаче остава при Уорнър Брос. до продажбата ѝ обратно на Бегарс Груп.
Сделката с Бегарс Банкуит е завършена в началото на 1999 г. и оттогава компанията притежава 4AD и нейната дистрибуция по целия свят. Това довежда до много преговори за каталога на компанията, като връщане на американски права за разпространение на Пиксис, Дед Кен Денс и Кокто Туинс.

## Изпълнители

### Текущи
- Айдриън Ленкър – американски фолк певец, фронтмен на Биг Тийф
- Алдъс Хардинг – новозеландска инди фолк певица
- Anjimile – американски фолк музикант
- Атлас Саунд – американски инди рок музикант
- Bartees Strange – американски инди рок музикант
- Беки енд дъ Бърдс
- Биг Тийф – американска инди рок група
- Bing & Ruth – американски ембиънт/минималист ансамбъл
- Брийдърс – американска алтернативна рок група
- Дотър – английско инди фолк трио
- Диърхънтър
- Драй Клийнинг
- Ерика дьо Касие
- Ex:Re
- Фютчър Айлъндс
- HAWA
- Helado Negro
- Holly Herndon –
- Jenny Hval – норвежка арт поп, авангард, електронна, експериментална рок певица
- Lucinda Chua
- Мария Самървил
- Голдън Дрегс
- Нешънъл – американска инди рок/алтернативна рок група
- SOHN – английски алтернативен ритъм енд блус/ ембиънт поп/ артпоп певец
- Tkay Maidza – австралийска хип-хоп /синтпоп певица
- Тюн Ярдс – американски арт поп/ уърлдбийт/ инди поп проект
- U.S. Girls – експериментален поп проект на американската певица Меган Реми
- Велвет Негрони

### Бивши
- Еър Маями (разпусната 1996 г.) – американска инди рок група от Вашингтон
- Ампс (разпусната 1996) – американска алтернативна рок група
- Ани Роси – американска певица
- A.R. Kane (разпуснато) – британско дрийм поп/експериментално рок дуо
- Ариел Пинк – американски певец
- Баухаус (пресформирана) – английска готик рок група
- Bearz, към 2019 г. David Gunstone project
- Бейрут – американска инди рок и уърлд мюзик група
- Бели – американска алтернативна рок група
- Хайди Бери (неактивен)
- Бети Сервеерт – нидерландска инди рок група
- Биг Пинк – английска електронна рок група
- Бърдей Парти (разпусната 1983) – австралийска постпънк група
- Франк Блек – американски алтернативен рок певец
- Блонд Редхед – американска алтернативна рок група
- Боун Ивеър – американска инди фолк група
- Броукън Рекърдс – шотландска алтернативна/фолк рок група
- Майкъл Брук – канадски китарист (ембиънт, електроника, уърлд мюзик) и композитор
- Мистерията на българските гласове
- Camera Obscura – шотландска инди поп група
- Селебрейшън – американска психеделична соул група
- Clan of Xymox – нидерландска рок група
- Джин Кларк (починал) – основател на американската рок група The Byrds
- Кокто Туинс (разпусната) – шотландска дрийм поп/ етириъл уейв/рок група
- Калърбокс (разпусната) – английска електронна група
- Cuba (бивши Air Cuba) (разпусната 1999) – британско електронно дуо
- C.V.O. (разпусната)
- D.D Dumbo – соло проект на австралийския музикант Оливър Хю Пери
- Денс Чаптър (разпусната)
- Дед Кен Денс – австралийска даркуейв група
- Department of Eagles – американско инди фолк дуо
- Даяна Гордън – американска ритъм енд блус, денс поп, хаус певица
- Dif Juz (разпусната) – английска постпънк група
- Таня Донъли – американска инди рок/алтернативен рок певица, основателка на Троуинг Мюзис
- Efterklang – датска инди рок група
- EL VY – американско инди рок дуо
- Electricity in Our Homes
- The Fast Set (разпусната)
- Frazier Chorus (разпусната 1996) – английска поп и дрийм поп група
- Фютчър Айлъндс – американска синтпоп група
- Future of the Left – уелска алтернативна рок група
- Лиса Джермано – американска алтернативен рок/дрийм поп певица
- Лиса Джерард – австралийска певица
- Лиса Джерард и Питър Бърк
- B. C. Gilbert & G. Lewis
- The Glee Club (разпусната)
- Rachel Goswell
- Gang Gang Dance
- Gianna Kondor
- Граймс – канадска дрийм поп, ритъм енд блус, електронна музика и хип-хоп певица
- GusGus
- Rene Halkett & David J
- Neil Halstead
- The Happy Family (разпусната)
- Tim Hecker
- Kristin Hersh
- His Name Is Alive
- The Hope Blister (разпусната)
- Rowland S. Howard (починал) & Lydia Lunch
- In Camera (разпусната)
- Inc.
- Indians
- Insides
- Iron & Wine
- It Hugs Back
- Jóhann Jóhannsson (починал)
- Matt Johnson (The The founder; издава солов албум през 1981 г., който е преиздаден през 1993 г. чрез 4AD като албум The The)
- Joker
- Søren Juul
- Mark Lanegan Band
- Last Dance (разпусната)
- The Lemon Twigs
- Liima
- Lo-Fang
- Lydia Lunch
- Lush (разпусната; преформирана 2015–2016)
- MARRS (разпусната)
- Magnetophone
- Mass (разпусната)
- Merchandise
- Methyl Ethel
- Vinny Miller
- Minotaur Shock
- Модърн Инглиш
- Mojave 3 (разпусната)
- John Moreland
- The Mountain Goats
- My Captains (разпусната)
- Колин Нюман
- Pieter Nooten & Michael Brook
- The Paladins (в пауза)
- Pale Saints (разпусната)
- The Past 7 Days (разпусната)
- Брендан Пери
- Piano Magic (разпусната)
- Пиксис
- Pixx
- Emma Pollock
- Psychotik Tanks (разпусната)
- Пюрити Ринг
- Red Atkins (починал)
- Ред Хаус Пейнтърс (разпусната)
- Rema-Rema (разпусната)
- Richenel (починал)
- Scheer (разпусната)
- Serena-Maneesh
- Shox (разпусната)
- Кендра Смит
- Sort Sol
- SpaceGhostPurrp
- Spasmodic Caress (разпусната)
- Spencer
- Spirea X (разпусната)
- Spoonfed Hybrid (разпусната)
- Starry Smooth Hound (оригиналния псевдоним на Vinny Miller)
- Stereolab
- Stornoway (разпусната)
- St. Vincent
- Swallow (разпусната)
- Sybarite
- Tarnation (разпусната; понастоящем Paula Frazer and Tarnation)
- that dog.
- The The
- Thievery Corporation
- Дис Мортал Койл (завършил) – британски музикален проект
- Троуинг Мюзис
- Tindersticks
- Torres
- Tones on Tail (разпусната)
- TV on the Radio
- Twin Shadow
- 23 Envelope (4AD's design regulars in the 1980s and 1990s; became v23)
- Ultra Vivid Scene (разпусната)
- Underground Lovers
- Unrest (разпусната)
- Vaughan Oliver & v23 (починал)
- Scott Walker (починал)
- M Ward
- Wolf & Cub
- Волфганг Прес (разпусната)
- Xmal Deutschland (разпусната)
- Zomby